# Eyal Golan
Pour les articles homonymes, voir Golan.
Eyal Golan, (hébreu : אייל גולן - de son vrai nom Eyal Biton), est un chanteur israélien. Son style mêle musique pop et musique mizrahi.
Il a été élu « artiste de l'année » par la chaîne israélienne Channel 2 en 1997[réf. nécessaire].
Il est une personnalité controversée en Israël en raison de sa condamnation pour fraude fiscale, des accusations d'infractions sexuelles sur des mineures et de ses propos haineux à l'égard des Palestiniens.

## Biographie
Eyal Bitton est né le 12 avril 1971 dans la ville de Rehovot en Israël, dans une famille d'origine juive marocaine et juive yéménite. Ses parents sont Daniel « Dani » Bitton et Ronit (née Jamil).

## Vie personnelle

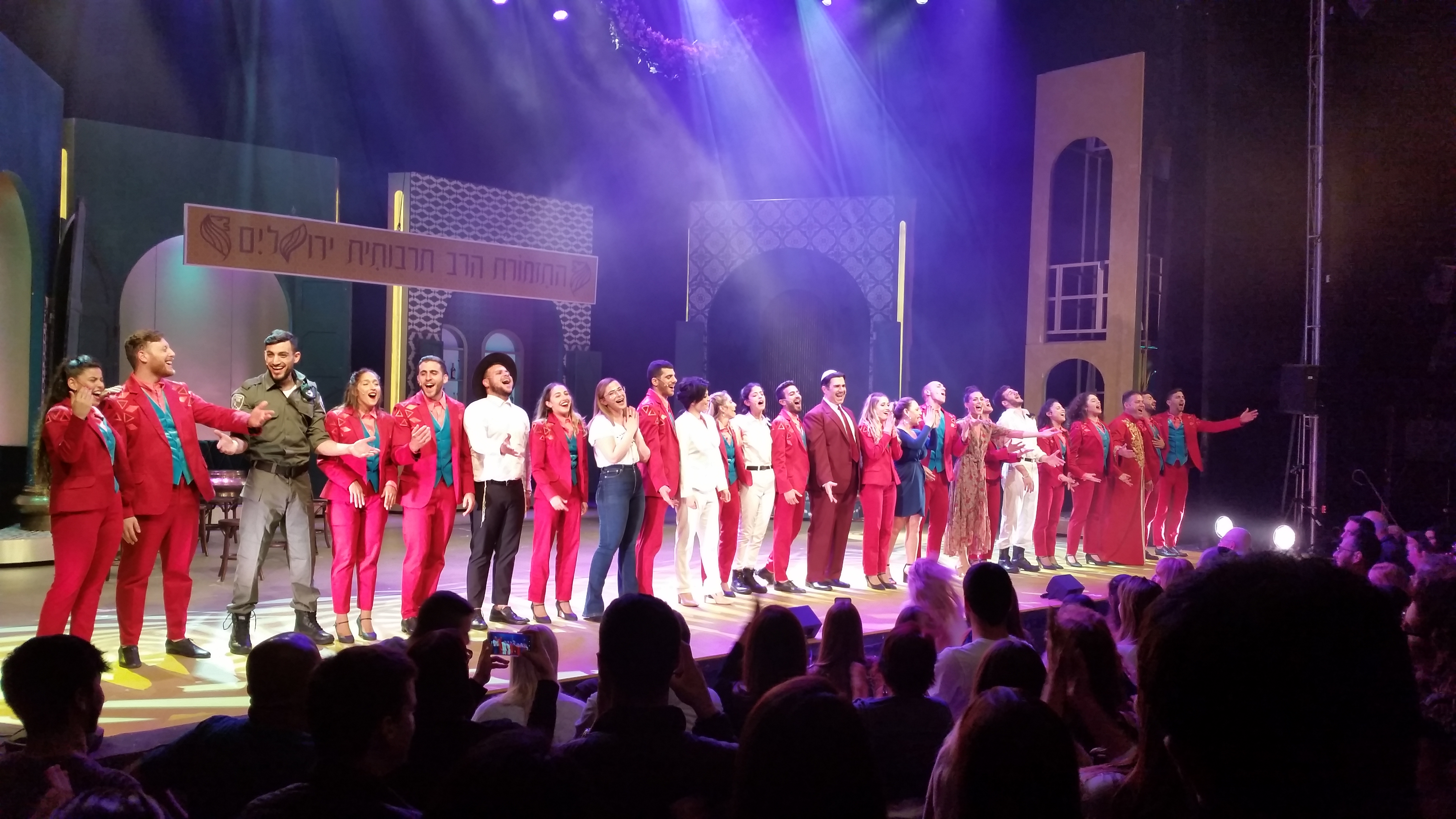
Une scène d’une comédie musicale basée sur les singles d’Eyal Golan.

En 2002, Eyal Golan a épousé Ilanit Levi (he), lauréate du concours Miss Israël 2001. Deux enfants sont issus de ce mariage, Liam en 2003 et Alin en 2006. En 2008, le couple a divorcé. .
Le 12 mars 2020, en pleine crise du Covid-19, le chanteur épouse Daniel Greenberg (he). Le mariage était prévu pour 1 400 convives mais fut finalement réduit à 100. Les nouveaux époux ont alors décidé de faire don des restes du repas à l'armée israélienne. En 2021, le couple a divorcé.

### Affaires judiciaires
En octobre 2013, Eyal Golan a été poursuivi pour évasion fiscale, pour une somme avoisinant 2,5 millions de shekels. Il plaide coupable et est condamné à 4 mois de travaux d'intérêt général et à payer une amende de 75 000 shekels,.
En novembre 2013, Eyal Golan est arrêté alors qu'il faisait partie d'un groupe d'hommes soupçonnés d'avoir eu des relations sexuelles avec des filles mineures. Golan rejette les accusations, mais admet ensuite que son père, Danny Biton, avait amené des filles chez lui pour avoir des relations sexuelles avec lui. Bien que les accusations contre Golan aient été abandonnées par la suite faute de preuves, les allégations ont entraîné une diminution de la diffusion radiophonique de ces chansons et l'annulation de certaines représentations.
En décembre 2018, Golan est invité par la Knesset, mais de nombreux députés et groupes de femmes ont exprimé leur colère à l'idée qu'il soit honoré. Des manifestants ont interrompu l'événement, mais ont été expulsés par la sécurité avant que Golan ne chante un duo avec la députée Nava Boker (en), présidente du groupe parlementaire de la Knesset pour la musique hébraïque.

### Déclarations controversées
En octobre 2023, quelques jours après l'attaque du Hamas sur Israël, il appelle à exterminer la population de la bande de Gaza, propos qu'il réitère par la suite. Le procureur de l’État, Amit Aisman (he), indique en août 2024 envisager d'ouvrir une enquête à propos du chanteur pour incitation à la violence. Il a en revanche reçu le soutien d'Itamar Ben-Gvir, ministre israélien de la Sécurité nationale (en) et chef du parti Force juive.
Il fait projeter sur scène lors de ses concerts des visuels à la gloire de l’armée israélienne.

## Discographie
- Lehisha ba'Laila (hébreu : לחישה בלילה, « Un murmure dans la nuit ») (1995)…
- BeHofa'a Haya (hébreu : בהופעה חיה, « Live en Concert ») (1996)
- Bila'adayikh (hébreu : בלעדייך, « Sans toi ») (1997)
- Hayal shel Ahava (hébreu : חייל של אהבה, « Soldat d'amour ») (1998)
- Histakli Eilay (hébreu : הסתכלי אלי, « Regarde-moi ») (1999)
- haMofa'a haMeshoutaf: Ethnix v'Eyal Golan (hébreu : המופע המשותף עם אתניקס, « Concert en duo avec Ethnix ») (2000)
- Tzlil Meitar (hébreu : צליל מיתר, « Sound of String ») (2001)
- v'Ani Koreh Lakh (hébreu : ואני קורא לך, « Et je t’appellerai ») (2002)
- Halomot (hébreu : חלומות, « Rêves ») (2003)
- Metziout Aheret (hébreu : מציאות אחרת, « Une réalité différente ») (2005)
- Bishvilekh Notzarti (hébreu : בשבילך נוצרתי, « J'ai été créé pour toi ») (2007)
- Ozé otah mouli (2008)
- Ze Ani (hébreu : זה אני, « C'est moi ») (2009)
- Mi chemaamin (hébreu : מי שמאמין, « Qui croit ») (2010)
- Derekh Lahayim (hébreu : דרך לחיים, « Route pour la vie ») (2010)
- Helek Mihayay (hébreu : חלק מחיי, « Une partie de ma vie ») (2011)
- Nagaat Li Balev (hébreu : נגעת לי בלב, « Tu as touché mon cœur ») (2012)
- Halev al hachoulhan (2013)
- Yamim yaguidou (2014)
- Besof kol yom (2015)
- 2016 – Rachok Mikan – רחוק מכאן (Far away from here)
- 2017 – Lo Pashut Lihiot Pashut – לא פשוט להיות פשוט (It is not simple to be simple)
- 2017 – Osef Meshulash – אוסף משולש (Triple Collection)
- 2018 – Nakhon Letamid – נכון לתמיד (That's right)
- 2019 – Hafokh Mehayekum – הפוך מהיקום (Become from the universe)